# كارلو ريجوتي
كارلو ريجوتي (Carlo Rigotti)، مواليد في 10 فبراير 1906 بمدينة ترييستي، وتوفي سنة 8 سبتمبر 1983 في أكوري)، لاعب كرة قدم (مدافع) إيطالي سابق. بدأ مسيرته مع نادي تريتسنا من عام 1982 إلى 1933. قم انتقل ليلعب لنادي إيه سي ميلان 15 موسما في الفتر من عام 1933 إلى 1938. و لعب معهم ما يقارب 113 مباراة قبل أن بعتزل مع نادي نوفارا. و كان قائدا للميلان في الفترة ما بين 1933 و1934. بعد مسيرته كلاعب اتجه ريغوتي للتدريب و درب كل من أتالانتا و كالياري و باليرمو و ميسينا. قبل أن يتوفي في عام 1983.